# Papirusul de la Derveni
Papirusul Derveni este o veche rolă de papirus grecesc descoperită în anul 1962. Este un tratat filozofic care reprezintă un comentariu alegoric la o poezie orfică, o teogonie despre nașterea zeilor, realizată în cercul filozofului Anaxagora. Sulul datează din jurul anului 340 î.Hr., în timpul domniei lui Filip al II-lea al Macedoniei, fiind astfel cel mai vechi manuscris european încă existent. Poezia în sine a fost compusă spre sfârșitul secolului al V-lea î.Hr., iar "în domeniile religiei grecești, ale mișcării sofiștilor, ale filozofiei timpurii și ale originilor criticii literare, este fără îndoială cea mai importantă descoperire textuală a secolului XX." Deși ediții și traduceri intermediare au fost publicate de-a lungul anilor următori, manuscrisul în ansamblu a fost publicat abia în 2006.

## Descoperire

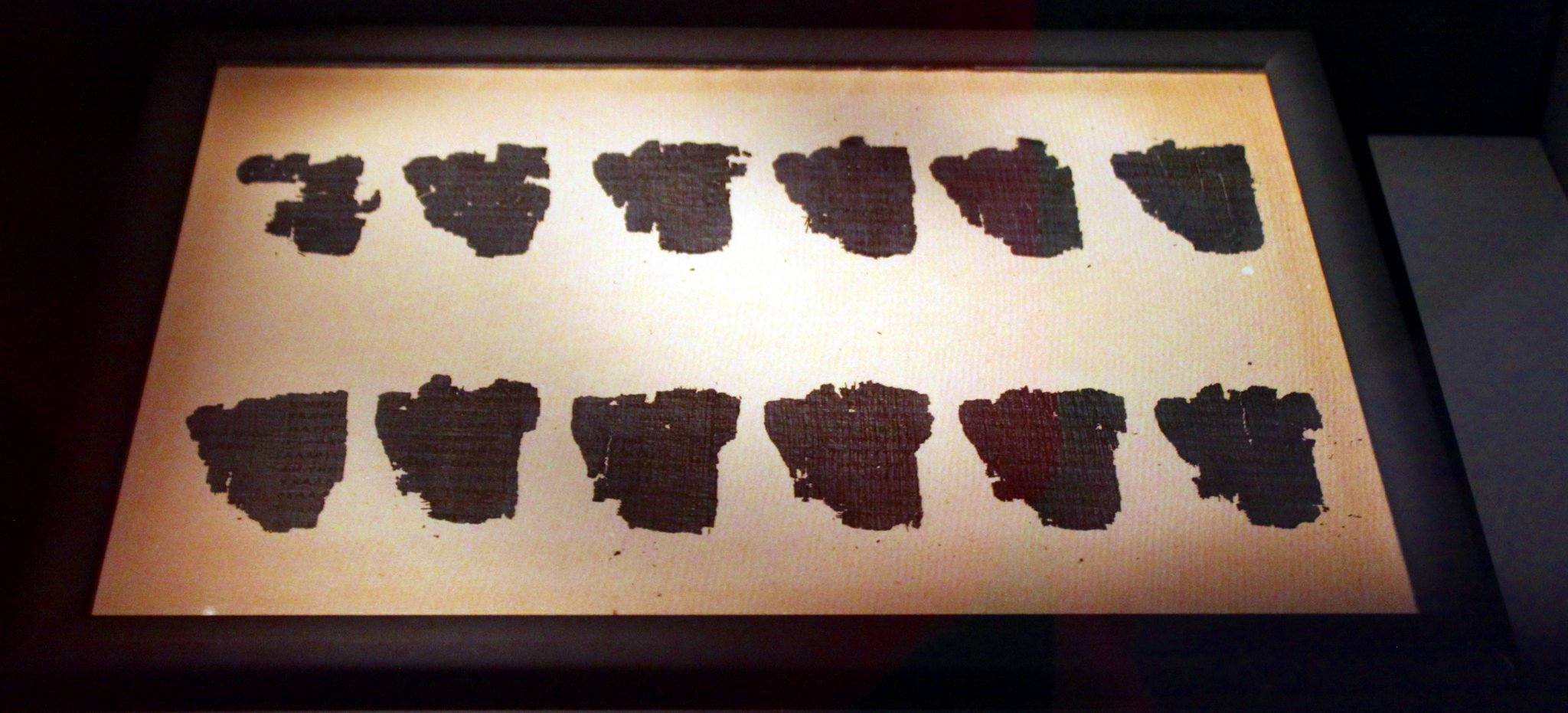
Papirusul Derveni – Muzeul Arheologic din Salonic

Sulul a fost găsit pe 15 ianuarie 1962 într-un sit din Derveni⁠(d), Macedonia, Grecia de nord, pe drumul dintre Salonic și Kavala. Situl este mormântul unui nobil, parte dintr-o necropolă ce aparținea unui cimitir bogat al vechiului oraș Lete⁠(d). Acesta reprezintă cel mai vechi manuscris existent din tradiția occidentală, singurul papirus antic cunoscut găsit pe teritoriul Greciei propriu-zise și, posibil, cel mai vechi papirus scris în greacă, indiferent de proveniență.
Arheologii Petros Themelis și Maria Siganidou au recuperat părțile superioare ale sulului carbonizat de papirus și fragmente din cenușa de pe lespezile mormântului; părțile inferioare fuseseră arse pe rugul funerar. Sulul a fost derulat cu grijă, iar fragmentele au fost unite, formând astfel 26 de coloane de text. Acesta a supraviețuit în solul umed al Greciei, de obicei nefavorabil conservării papirusurilor, datorită carbonizării (prin urmare, uscării) în rugul funerar al nobilului. Totuși, acest lucru a făcut citirea extrem de dificilă, deoarece cerneala este neagră, iar fundalul este și el negru; în plus, acesta se află sub forma a 266 de fragmente, conservate sub sticlă în ordine descrescătoare a dimensiunii, și a necesitat o reconstituire minuțioasă. Multe fragmente mai mici încă nu au fost plasate. Papirusul este păstrat în Muzeul Arheologic din Salonic.

## Conținut
Partea principală a textului este un comentariu la o poezie în hexametri⁠(d) atribuită lui Orfeu, folosită în cultul misteric al lui Dionis de către "inițiații orfici". Sunt citate fragmente din poem, urmate de interpretări ale autorului principal al textului, care încearcă să demonstreze că poezia nu înseamnă literal ceea ce spune.
Poemul începe cu cuvintele "Închideți ușile, voi neinițiați", un îndemn celebru la secret, citat și de Platon. Autorul susține că acest lucru arată că Orfeu și-a scris poezia ca o alegorie. Teogonia descrisă în poem o prezintă pe Nyx (Noaptea) dând naștere lui Uranus (Cerul), care devine primul rege. Apoi îl urmează Cronos, care preia tronul de la Uranus, dar și el este înlăturat de Zeus, a cărui putere asupra întregului univers este celebrată. Zeus își obține puterea ascultând oracolele din sanctuarul lui Nyx, care îi spune "toate oracolele pe care urma să le pună mai târziu în aplicare".
Spre sfârșitul textului, Zeus o violează pe mama sa, Rhea, ceea ce, în teogonia orfică, va duce la nașterea lui Demetra. Apoi, Zeus ar fi violat-o pe Demetra, care ar fi dat naștere Persefonei, care se căsătorește cu Dionis. Totuși, această parte a poveștii trebuie să fi continuat într-o a doua sulă, care acum este pierdută.
Textul menționează că interpretul poemului susține că Orfeu nu a intenționat ca aceste povestiri să fie luate la propriu, ci că ele sunt de natură alegorică.

Primele coloane ale textului care au supraviețuit sunt mai puțin bine conservate, dar ele vorbesc despre practici rituale oculte, inclusiv sacrificii aduse Erinielor (Furiile), despre cum să îndepărteze daimones care devin o problemă și despre credințele magilor. Acestea includ o citare a filozofului Heraclit. Reconstrucția lor este extrem de controversată, deoarece chiar și ordinea fragmentelor este disputată. Două reconstrucții diferite au fost propuse recent, una de Valeria Piano și alta de Richard Janko, care menționează în altă parte că a descoperit că aceste coloane includ și o citare a filozofului Parmenide.

## Lectură recentă
Publicarea oficială a textului a întârziat patruzeci și patru de ani de la descoperirea sa (deși au fost publicate trei ediții parțiale). În 2005, a fost formată o echipă de experți condusă de A.L. Pierris de la Institutul pentru Studii Filosofice și Dirk Obbink, director al proiectului Papirusurilor Oxyrhynchus⁠(d) de la Universitatea din Oxford, cu ajutorul tehnicilor moderne de imagistică multispectrală dezvoltate de Roger MacFarlane și Gene Ware de la Universitatea Brigham Young, pentru a încerca o abordare mai bună a editării unui text dificil. Totuși, rezultatele acestei inițiative nu au fost publicate sau puse la dispoziția cercetătorilor.
Papirusul a fost publicat în final de o echipă de cercetători din Salonic, care oferă un text complet al papirusului bazat pe o analiză a fragmentelor, cu fotografii și traducere.
Ulterior, progrese în descifrarea papirusului au fost făcute de Valeria Piano și Richard Janko, care au dezvoltat o nouă metodă de realizare a microphotografiilor digitale ale papirusului, permițând citirea pentru prima dată a unor pasaje dintre cele mai dificile. Exemple din aceste imagini sunt acum publicate. O versiune a noului text al lui Janko este disponibilă într-o ediție de Mirjam Kotwick, iar o ediție în limba engleză este în curs de pregătire.

## Stilul de scriere
Textul papirusului conține un amestec de dialecte. Este în principal o combinație de greacă attică și ionică⁠(d), dar include și câteva forme dorice. Uneori, același cuvânt apare în forme dialectale diferite, de exemplu: cμικρό-, μικρό; ὄντα, ἐόντα; νιν pentru μιν etc.

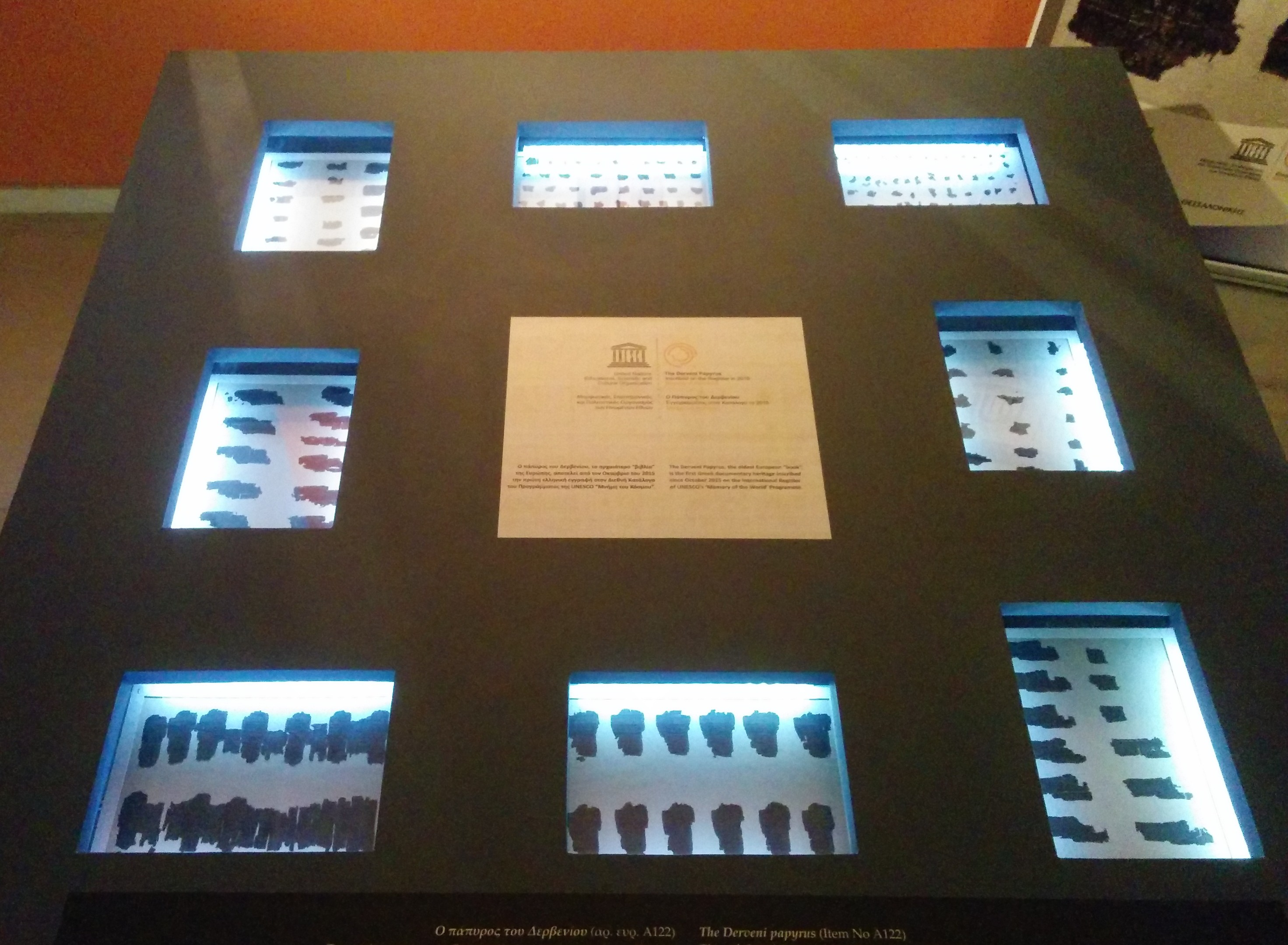
Fragmentele de papirus Derveni expuse în Muzeul de Arheologie din Salonic, împreună cu dedicația UNESCO din mijlocul panoului

## Cea mai veche carte din Europa
Papirusul Derveni este înregistrat în Registrul Memoriei Lumii UNESCO⁠(d) și este menționat ca fiind cea mai veche carte europeană cunoscută. Potrivit UNESCO:
Papirusul Derveni are o importanță imensă nu numai pentru studierea religiei și filozofiei grecești, care reprezintă fundamentul gândirii filosofice occidentale, ci și pentru că servește drept dovadă a datării timpurii a poemelor Orfice, oferind o versiune distinctă a filozofilor presocratici. Textul Papirusului, care este prima carte a tradiției occidentale, are o semnificație globală, deoarece reflectă valori umane universale: nevoia de a explica lumea, dorința de a aparține unei societăți umane cu reguli cunoscute și angoasa de a confrunta sfârșitul vieții.